# Tapala
Tapāla (hethitisch: ḪUR.SAGta-pa-a-la) ist ein Berg, der von den Hethitern göttlich verehrt wurde. Er lag vermutlich bei der hethitischen Hauptstadt Ḫattuša. Starke vergleicht den Bergnamen mit dem der antiken Stadt Tabala (Τάβαλα) in Lydien und dem eisenzeitlichen Landesnamen Tabāl für das südliche Kappadokien und erachtet den Namen als genuin anatolisch.

## Kulte
Im Frühling begab sich der hethitische König auf den Berg Tapala, wo er ein aufgeschlagenes Zelt betrat und dort sich die Hände wusch. Dann wurde vor einer Stele der Siebengottheit (logographisch: dVII.VII.BI) Wein libiert. Der Küchenmeister reinigte die Stele sowie die zum Opfer bestimmten Schafe, ein Ziegenbock und eine Zicklein. Danach besuchte der König die Tempel in der Stadt Ḫattuša. Der Berg muss deshalb bei der Stadt gelegen haben, die von mehreren hohen Bergen umgeben war.
Am 28. Tag des AN.TAḪ.ŠUM-Festes wurden dem vergöttlichten Berg Tapala Trankopfer dargebracht und ebenso am „Großen Fest“ in der Stadt Karaḫna, dort zusammen mit dem Berg Zā und dem „Großen Berg“.